# ニューボーンチャイナ
ニューボーンチャイナは、磁器の一種。名称のボーンは骨（Bone）ではなく、新しく生まれた（New Born)という意味である。

## 概要
1961年に伊藤商会（後に製造部門が独立し、現在のマルイクレイアンドセラミックスとなった）により開発された。
ボーンチャイナとは異なり、牛の骨やリン酸カルシウムを一切含まない。磁器土に長石を加えた胎土で成形され、1230℃～1250℃で酸化焼成される。ボーンチャイナに似た暖色系の乳白色をしている。